# 広島県立総合技術高等学校
広島県立総合技術高等学校（ひろしまけんりつそうごうぎじゅつこうとうがっこう）は三原市本郷南にある2005年4月に開校した専門学科を設置した県立高校である。

## 概要
旧広島県立本郷工業高等学校閉校後に専門科高等学校として設立する。本郷工業高等学校の施設をリニューアルして使用している。設立に伴い広島県立尾道工業高等学校、広島県立賀茂高等学校の生活科学科、広島県立河内高等学校の食物調理科・生活文化科・商業科など、近隣の関係専門科を集約した。それに伴い尾道工業高校は2007年3月閉校、広島県立賀茂高等学校、広島県立河内高等学校は2007年4月より普通科単科高校となる。
所在地は、旧本郷工業高等学校校地にあたる。学校方針は「幅広い視野を持つ人材の育成」。「複数の資格の取得率100％」、「進路希望の実現率100％」を目指している。クラス編成は1年では学科に関係なくクラスを編成され、2年・3年で学科別のクラス編成になる。2・3年時での選択授業では他学科の授業を受けることもできる。
国家資格の基本情報技術者試験（FE）の午前科目免除制度の認定校となっている。

## 学科
- 工業系 電子機械科　情報技術科 環境設備科
- 商業系 現代ビジネス科
- 家庭系 人間福祉科　食デザイン科

## 校訓
敬愛　創造　飛翔 

## 課外活動
- 研究クラブ - 電子機械研究部　情報技術研究部　環境設備研究部　商業研究部　人間福祉研究部　食デザイン研究部
- 体育クラブ - 陸上競技部　バスケットボール部　バレーボール部　テニス部（ソフト・硬式）卓球部  サッカー部　バドミントン部　柔道部　剣道部　硬式野球部　ソフトボール部
- 文化クラブ・同好会 - 茶道部　写真部　美術部　吹奏楽部　放送部　ESS　書道部  ワープロ部　簿記部  かるた競技部 漫画研究同好会

いずれも、入部必須
硬式野球部は小田浩が監督で、2007年、2008年と夏の甲子園広島県予選の決勝に進出している（いずれも広陵高等学校に敗れている）。2007年の秋季県高校野球大会で優勝し、2010年秋の中国大会でベスト4に進出、創部六年目の2011年春（第83回）の中国地区代表に選ばれ、甲子園初出場。

## 最寄り駅
- JR山陽本線本郷駅

## 沿革
尾道工業高等学校
- 1963年 尾道市向島町において広島県尾道工業高等学校として機械科、電気科、化学工学科、設備工業科、電子工業科の5学科を設置し開校
- 1968年 校名を広島県立尾道工業高等学校に改称する
- 1986年 化学工学科にかわり生物化学科を設置
- 2007年 閉校

広島県本郷工業高等学校
- 1963年 広島県本郷工業高等学校として開校
- 2005年 閉校

## 不祥事
いじめ自殺
- 2014年2月24日、当時 野球部1年生の生徒が自殺。学校の調査により、部活動での複数の部員からのいじめが原因であると判明した[3]。有期の対外試合禁止処分が相当として、高野連は日本学生野球協会審査室（5月9日開催予定）に上申することを決めた。高野連がいじめが要因の自殺に関連した事案を審議するのは初めてという。5月9日の上告で、2月24日から夏の全国高校選手権広島大会開幕前日の7月10日まで約5か月半の対外試合禁止処分を下した。ただし、いじめの当事者と同学年の2年生については連帯責任を問い、夏の大会についても選手登録を認めないとの指導を受けた。

## 出身者
- 今村裕次郎：俳優
- 山本将輝：ラジオDJ FM東広島 広島エフエム放送